# Neopetrolisthes maculatus
Espèce
Neopetrolisthes maculatus est une espèce de crabes porcelaine. 

## Répartition
Ce crabe porcelaine se trouve dans la région Indo-Pacifique tropicale Ouest et central, le long des côtes de l'Afrique de l'Est, de l'Asie du Sud-Est, de la Réunion et de Madagascar, de l'Asie du Sud-Est, de l'Australie, de la Polynésie française etc.
Il vit dans les récifs de coraux, généralement à l'abri dans les tentacules piquants d'un certain nombre d'espèces d'anémones de mer. mais il n'apporte rien en échange à son hôte.

## Description

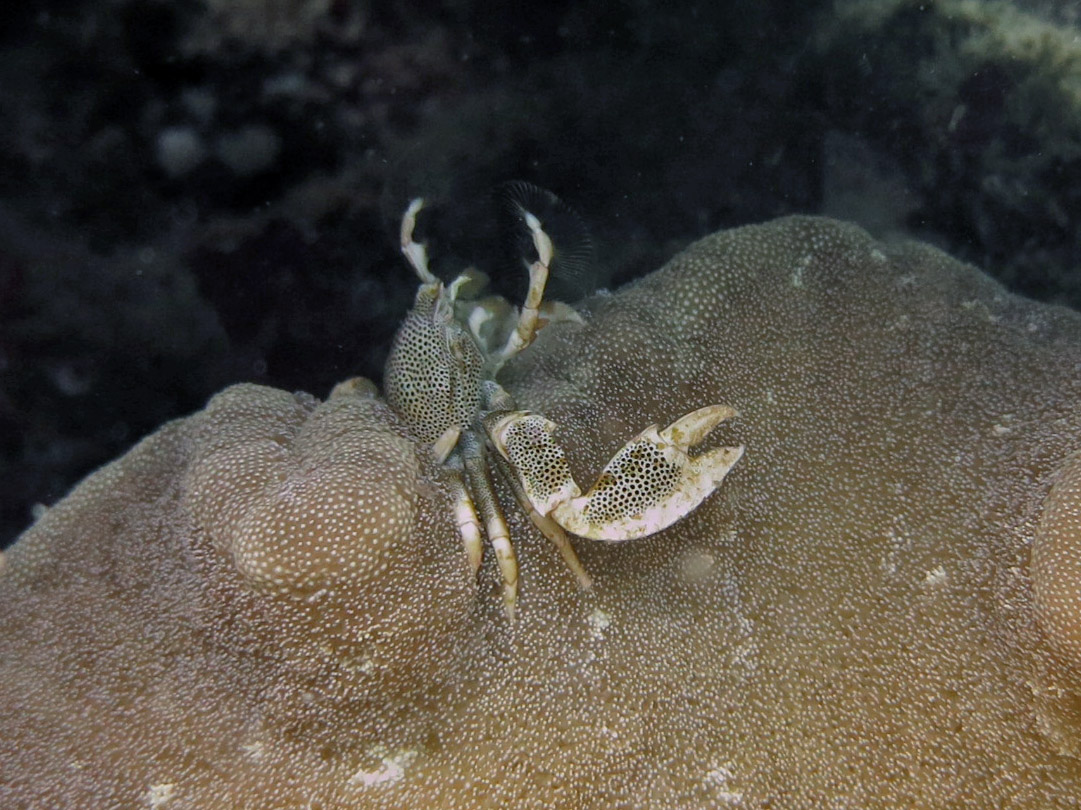
Crabe porcelaine, parc national de Koh Lanta, Thaïlande

C'est un petit crustacé coloré avec une carapace ressemblant à de la porcelaine. 
Il a l'apparence d'un crabe mais il est en réalité du groupe des Galatheoidea (galathées) : il n'a que trois paires de pattes ambulatoires et la quatrième est atrophiée.
Il mesure de 3 à 7 cm.
Son corps est blanc, tirant parfois vers le beige ou rosé, avec des points ronds rouge-brun. Sa coloration est très variable selon les zones de distribution.

## Alimentation
Le crabe porcelaine filtre les particules en suspension dans l'eau et se nourrit ainsi d'algues et de planctons-crustacés.

## Reproduction
Il vit fréquemment en couple, particulièrement pendant la période de reproduction, dans une anémone de mer.

## Menace
Les crabes porcelaine (tout comme les crabes pom-pom girl, les poissons-clowns et les crevettes Thor amboinensis...) sont menacés par la destruction de leur habitat (les anémones de mer) (réchauffement climatique, pollution, surpêche...).